# Prisselberg
Prisselberg ist ein mit der Ortslage Mockzig des Altenburger Ortsteiles Ehrenberg verschmolzener Ort im Landkreis Altenburger Land in Thüringen.

## Lage
Prisselberg bildet den westlichen Teil des heutigen Ortes Mockzig („Prisselberger Straße“) und befindet sich im Altenburg-Zeitzer Lösshügelland.

## Geschichte
Im Zeitraum 1181–1214 fand die urkundliche Ersterwähnung von Prisselberg statt. Der Ort gehörte zum wettinischen Amt Altenburg, welches ab dem 16. Jahrhundert aufgrund mehrerer Teilungen im Lauf seines Bestehens unter der Hoheit folgender Ernestinischer Herzogtümer stand: Herzogtum Sachsen (1554 bis 1572), Herzogtum Sachsen-Weimar (1572 bis 1603), Herzogtum Sachsen-Altenburg (1603 bis 1672), Herzogtum Sachsen-Gotha-Altenburg (1672 bis 1826). Bei der Neuordnung der Ernestinischen Herzogtümer im Jahr 1826 kam der Ort wiederum zum Herzogtum Sachsen-Altenburg. Nach der Verwaltungsreform im Herzogtum gehörte er bezüglich der Verwaltung zum Ostkreis (bis 1900) bzw. zum Landratsamt Altenburg (ab 1900). Der Weiler gehörte ab 1918 zum Freistaat Sachsen-Altenburg, der 1920 im Land Thüringen aufging. 1922 kam er zum Landkreis Altenburg.
Am 1. Oktober 1922 wurde Prisselberg nach Mockzig eingemeindet. Seitdem bildete er den westlichen Teil der Ortslage Mockzig. Bei der zweiten Kreisreform in der DDR wurden 1952 die bestehenden Länder aufgelöst und die Landkreise neu zugeschnitten. Somit kam der Ort mit der Gemeinde Mockzig im Kreis Altenburg an den Bezirk Leipzig; jener gehörte seit 1990 als Landkreis Altenburg zu Thüringen und ging 1994 im Landkreis Altenburger Land auf. Am 1. Juni 1965 wurde Mockzig nach Ehrenberg eingemeindet, das am 14. Juli 1993 ein Ortsteil der Stadt Altenburg wurde.

## Wirtschaft und Infrastruktur
Durch den Ort führt die Landesstraße 2464, welche die B 93 in Zehma mit der B 180 in Ehrenhain verbindet. Der Ort ist nach wie vor landwirtschaftlich geprägt. Auf der Prisselberger Gemarkung befindet sich der Sitz der Agrargenossenschaft Mockzig mit einer großen modernen Schweinemastanlage und einem Kuhstall.